# 兒童白血病
儿童白血病是一类造血系统恶性肿瘤性疾病，白血病的发生是由于骨髓中的造血细胞出现异常的分裂增殖，形成白血病细胞，从而导致白血病。儿童白血病的病因通常和染色体及基因变异有关，很多患儿在出生时就已经携带了疾病相关的变异。但儿童白血病并非遗传性疾病，其相关的变异基本上是由于发育过程中的异常引起。